# Европско првенство у атлетици на отвореном 2012 — 800 метара за жене
Трка на 800 метара у женској конкуренцији на Европском првенству у атлетици 2012. у Хелсинкију одржана је 27. и 28. и 29. јуна на Олимпијском стадиону у Хелсинкију.
Титулу освојену у Барселони 2010, није бранила Марија Савинова из Русије.
Дана 30. априла 2013. године, најављено је да добитница златне медаље, Јелена Аржакова суспендована на две године од јануара 2013. године због кршења допинга, да би требало да јој буду поништени сви резултати постигнути од јула 2011. године. Када се овај предлог ратификован, Аржаковој је одзета златна медаља, која се додељује зхакова је одузет јој златне медаље, која би се потом додељује Линдси Шарп, сребрна Ирини Марачевој, а бронзана Марини Арзамасовој.
Дана 4. јуна 2013, потврђена је прерасподела медаља, и Линдси Шарп проглашена за првакињу Европе.

## Земље учеснице
Учествовало је 19 такмичарки из 14 земаља.
1. Белорусија (1)
2. Бугарска (1)
3. Грчка (1)
4. Литванија  (2)
5. Пољска (1)
6. Румунија (1)
7. Русија (2)
8. Словачка (1)
9. Турска (1)
10. Уједињено Краљевство (3)
11. Украјина (2)
12. Финска (1)
13. Чешка (1)
14. Шведска (1)

## Рекорди
| Рекорди пре почетка Европског првенства 2012. | Рекорди пре почетка Европског првенства 2012. | Рекорди пре почетка Европског првенства 2012. | Рекорди пре почетка Европског првенства 2012. | Рекорди пре почетка Европског првенства 2012. |                    |
| --------------------------------------------- | --------------------------------------------- | --------------------------------------------- | --------------------------------------------- | --------------------------------------------- | ------------------ |
| Светски рекорд                                | Јармила Кратохвилова                          | Чехословачка                                  | 1:53,28                                       | Минхен, Западна Немачка                       | 26. јул 1983.      |
| Европски рекорд                               | Јармила Кратохвилова                          | Чехословачка                                  | 1:53,28                                       | Минхен, Западна Немачка                       | 26. јул 1983.      |
| Рекорди европских првенстава                  | Олга Минејева                                 | Совјетски Савез                               | 1:55,41                                       | Атина, Грчка                                  | 8. септембар 1982. |
| Најбољи светски резултат сезоне               | Памела Џелимо                                 | Кенија                                        | 1:56,94                                       | Доха, Катар                                   | 11. мај 2012.      |
| Најбољи европски резултат сезоне              | Ирина Марачева                                | Русија                                        | 1:57,82                                       | Сочи, Русија                                  | 27. мај 2012       |

## Освајачи медаља
|                                  |                       |                              |
| Линдси Шарп Уједињено Краљевство | Ирина Марачева Русија | Марина Арзамасова Белорусија |

## Сатница
Квалификације нису одржане због малог броја пријављених такмичарки.
| Датум         | Време | Коло       |
| ------------- | ----- | ---------- |
| 28. јун 2012  | 19:05 | Полуфинале |
| 29. јун 2012. | 21:45 | Финале     |

## Резултати
У финале су се прасирале по две првопласиране из све три полуфиналне групе (КВ) и две на основу постигнутог резултата (кв).

### Полуфинале
| Место | Група | Стаза | Атлетичарка            | Земља                | Резултат | Белешка                                |
| ----- | ----- | ----- | ---------------------- | -------------------- | -------- | -------------------------------------- |
| 1.    | 2     | 6     | Марина Арзамасова      | Белорусија           | 2:00,54  | КВ                                     |
| 3.    | 2     | 3     | Лилија Лобанова        | Украјина             | 2:01,60  | КВ                                     |
| 4.    | 2     | 7     | Џема Симпсон           | Уједињено Краљевство | 2:01,64  | кв                                     |
| 5.    | 1     | 4     | Линдси Шарп            | Уједињено Краљевство | 2:01,88  | КВ                                     |
| 6.    | 1     | 6     | Наталија Пилиушина     | Литванија            | 2:02,12  | кв, ЛР                                 |
| 7.    | 2     | 4     | Елени Филандра         | Грчка                | 2:02,37  |                                        |
| 8.    | 1     | 3     | Теодора Коларова       | Бугарска             | 2:02,45  |                                        |
| 9     | 3     | 4     | Ирина Марачева         | Русија               | 2:02,48  | КВ                                     |
| 10    | 3     | 5     | Луција Клоцова         | Словачка             | 2:02,55  | КВ                                     |
| 11    | 3     | 8     | Мерве Ајдин            | Турска               | 2:02,81  |                                        |
| 13    | 3     | 6     | Еветина Сентовска-Дрик | Пољска               | 2:04.30  |                                        |
| 14    | 2     | 2     | Егле Балчиунаите       | Литванија            | 2:05,21  |                                        |
| 15    | 2     | 5     | Викторија Тегенфелд    | Шведска              | 2:05.74  |                                        |
| 16    | 3     | 7     | Ленка Масна            | Чешка                | 2:05,75  |                                        |
| 17    | 3     | 3     | Суви Селвенијус        | Финска               | 2:06,39  | ЛРС                                    |
| 18    | 1     | 5     | Елена Мирела Лаврик    | Румунија             | 2:11,61  |                                        |
| —     | 3     | 2     | Џенифер Медоус         | Уједињено Краљевство | НС       |                                        |
| 2     | 1     | 7     | Јелена Аржакова        | Русија               | 2:01,28  | ДИСК Чл.32,2а Анти допинг правила ИААФ |
| 12    | 1     | 2     | Тетјана Петљук         | Украјина             | 2:04,09  | ДИСК Чл.32,2а Анти допинг правила ИААФ |

### Финале
| Место | Стаза | Атлетичарка        | Земља                | Резултат | Белешка                                |
| ----- | ----- | ------------------ | -------------------- | -------- | -------------------------------------- |
|       | 5     | Линдси Шарп        | Уједињено Краљевство | 2:00,52  | ЛР                                     |
|       | 1     | Ирина Марачева     | Русија               | 2:00,66  |                                        |
|       | 3     | Марина Арзамасова  | Белорусија           | 2:01,02  |                                        |
| 4     | 4     | Лилија Лобанова    | Украјина             | 2:01,29  |                                        |
| 5     | 6     | Луција Клоцова     | Словачка             | 2:01,38  |                                        |
| 6     | 8     | Џема Симпсон       | Уједињено Краљевство | 2:02,14  |                                        |
| 7     | 7     | Наталија Пилиушина | Литванија            | 2:06,59  |                                        |
| 1     | 2     | Јелена Аржакова    | Русија               | 1:58,51  | ДИСК Чл.32,2а Анти допинг правила ИААФ |

### Пролазна времена у финалној трци
| Дистанца | Атлетичарка    | Држава | Време   |
| -------- | -------------- | ------ | ------- |
| 400 м    | Ирина Марачева | Русија | 57,29   |
| 600 м    | Ирина Марачева | Русија | 1:27,34 |